# Уеда Акинари
Уеда Акинари или Уеда Шусей (на японски: 上田 秋成; 25 юли 1734 – 8 август 1809) е изтъкнат японски писател и поет в стил „вака“ от ХVІІІ век.
Той е сред първите, които пишат в жанра „йомихон“ (読本, букв. „книга за четене“). Творбите му „Угетсу Моногатари“ (雨月物語, „Разказ за луната и дъжда“) и „Харусаме Моногатари“ (春雨物語, „Разказ за пролетния дъжд“) са признати за шедьоври на японската литература.

## Биография
Уеда Акинари е роден в Осака от майка проститутка и неизвестен баща. На 4-годишна възраст е осиновен от богат търговец, който го отглежда и му осигурява добро образование. В детските си години заболява от едра шарка и въпреки че оживява, пръстите на двете му ръце са силно увредени. Докато боледува, родителите му се молят на бога от храма Кашима Инари. Уеда разказа как усеща, че оздравяването му е дело на боговете. През целия си живот вярва в свръхестественото и това оставя отпечатък в творбите му, като сборника с истории за духове „Угетсу Моногатари“.
След смъртта на баща си Уеда наследява семейния магазин за намаслена хартия, но се оказва недобър търговец и след 10 години трудности магазинът му е унищожен в пожар. По онова време публикува няколко хумористични разказа в стил „укио-зоши“ (букв. „книги от плаващия свят“). Възползвайки се от загубата на магазина си, той излиза от търговията и започва да учи медицина при Цуга Тейшо, който го въвежда в китайската проза на разговорен език.
През 1776 г. Уеда започва да практикува медицина и написва „Угетсу Моногатари“, с което се нарежда до Такизава Бакин сред най-ярките представители на жанра „йомихон“, който ярко се различава от традиционните в онзи период произведения. Този жанр възниква през периода Едо и е силно повлиян от китайските романи, написани на разговорен език. При него липсват много илюстрации и се набляга върху текста, в който присъстват магически създания, вещици и принцеси.
Освен с проза, Уеда се занимава и с филология и японска класическа литература. Той е сред представителите на течението „Кокугаку“, което се характеризира с отхвърляне на чуждите влияния върху японската култура и най-вече на китайския език, будизма и конфуцианството. Уеда показва значително свободолюбие в тези научни кръгове и води чести спорове с Мотоори Норинага, който е сред водещите фигури на течението. Смята се, че Уеда засяга противопоставянето между китайската и японската философия в своите творби. В „Угетсу Моногатари“ например историята е изградена върху китайските нравствени и философски беседи, но впоследствие на преден план излиза японската чувственост, изразена чрез появата на свръхестествени елементи, за разлика от фокусирането върху интелекта, както е според китайските литературни традиции.
След смъртта на съпругата му през 1798 г. временно изгубва зрението си. Впоследствие отново започва да вижда с лявото око, но трябва да диктува творбите си. През 1802 г. започва работа над „Харусаме Моногатари“, като завършва първите 2 разказа от сборника. „Харусаме Моногатари“ се различава доста от „Угетсу Моногатари“. В първата творба липсват свръхестествени мотиви и дължината на разказите варира. В разказа „Ханкай“ става дума за непочтен грубиянин, който става будистки монах.
Уеда Акинари умира на 76 годишна възраст в Киото през 1809 г.